# Эсклуа
Эсклуа (кат. Esclua; также Sclua и Selve; умер после 8 июля 924) — неканонический епископ Уржеля (885—892). Он изгнал законноизбранных епископа Уржеля Ингоберта и епископа Жироны Сервуса Деи, а также требовал подчинения себе всех епископств Испанской марки. Эсклуа был осуждён несколькими соборами и (в том числе, соборами в Порте в 890 году и в Сео-де-Уржеле в 892 году), признал свою вину и покинул кафедру.

## Биография

Каталония в IX—XII веках

Родиной Эсклуа была Гасконь. Здесь он имел богатые владения, а после того как принял духовный сан, распродал бо́льшую их часть. Известно о продаже Эсклуа в июне 885 года графу Барселоны Вифреду I Волосатому крепости Монтгронь — это первое упоминае об Эсклуа в исторических источниках.
После смерти епископа Уржеля Гальдерика новым епископом был посвящён Ингоберт. Однако, когда он в 885 году тяжело заболел, против его кандидатуры выступили местные владетели — граф Пальярса и Рибагорсы Рамон I и графы Ампурьяса Суньер II и Дела. Знакомые с Эсклуа, эти владетели предложили ему занять кафедру Уржеля. Эсклуа дал согласие и в этом же году был посвящён в сан епископа двумя гасконскими иерархами.
Прибыв в Сео-де-Уржель, Эсклуа с помощью графов Рибагорсы и Ампурьяса в 886 году изгнал из города епископа Ингоберта. Граф Уржеля Вифред I Барселонский не предпринял никаких мер, чтобы защитить изгнанного епископа.
Не сумев самостоятельно возвратиться на свою кафедру, Ингоберт обратился за помощью к архиепископу Нарбоны святому Теодарду, в чей диоцез входила Уржельская епархия. Тот 17 ноября 887 года провёл в Порте (около Нима) собор, который осудил Эсклуа как захватчика епископства Уржель. Несмотря на то, что в соборе приняли участие почти все епископы-суффраганы Нарбонской митрополии, а также главы некоторых соседних епархий, к этому времени Эсклуа уже удалось установить хорошие отношения с другими иерархами Испанской марки, в первую очередь с епископом Барселоны Фродоином и епископом Вика Годмаром, и в конце этого же года в Уржеле под председательством епископа Барселоны состоялся собор, на котором Эсклуа был полностью оправдан.
В 888 году Эсклуа, по просьбе своих покровителей, графов Ампурьяса, изгнал новоизбранного епископа Жироны Сервуса Деи и совместно с епископом Фродоином Барселонским и Годмаром Викским посвятил в епископы Жироны Эрмериха. Эсклуа также восстановил прекратившую своё существование после арабского завоевания Пиренейского полуострова епархию Пальярс, поставив здесь епископом Адульфа. Эта епархия была создана за счёт земель, принадлежавших Уржельской епархии.
Одновременно Эсклуа объявил о восстановлении архиепископства Таррагона, в чей диоцез при вестготах входили епархии северо-восточной части Пиренейского полуострова. Эсклуа принял сан архиепископа и потребовал от Теодарда Нарбонского передачи новой митрополии верховной власти над всеми епархиями Испанской марки. Намерение Эсклуа вывести испанские епархии из-под власти архиепископа Нарбонна нашло поддержку среди местных епископов. Согласно источникам, четыре епископа — Барселоны, Вика, Пальярса и Жироны — признали за Эсклуа сан архиепископа, а свои епархии подчинёнными его власти. Предполагается, что и граф Вифред Волосатый благосклонно отнёсся к идее Эсклуа о независимости находившихся в его владениях епархий от Нарбона, так как это позволяло усилить влияние графов Барселоны на церковные дела в регионе и не зависеть от неподчиняющихся им нарбонских архиепископов. Святой Теодард отнёсся крайне отрицательно к попытке разделить Нарбонский диоцез, однако, не имея поддержки графов Испанской марки, был вынужден ограничиться созванием собора, состоявшегося 1 марта 889 года, вновь осудившего Эсклуа и потребовавшего возвратить Сервусу Деи Жиронскую епархию.
Бездействие Вифреда I привело графов Ампурьяса к желанию увеличить свои владения за счёт владений графа Барселоны. Намереваясь заручиться поддержкой нового короля Западно-франкского государства Эда, граф Суньер II и епископ Жироны Эрмерих посетили двор этого монарха в Орлеане. Это был единственный случай, когда граф из Испанской марки прибыл к королю Эду и признал его своим сюзереном. Епископ Эрмерих получил от монарха дарственную хартию, согласно которой его епархии передавались значительные владения в принадлежавшем Вифреду Волосатому графстве Осона. Возвратившись в Испанскую марку, граф Суньер II захватил графство Жирона и поставил здесь графом своего брата Делу. Позднее в этом же году и архиепископ Нарбона Теодард посетил короля Эда и получил от него уже в свою пользу новую хартию, в которой налагался запрет на восстановление архиепископской кафедры в Таррагоне.
Захват принадлежащего ему графства Жирона заставил графа Вифреда Волосатого предпринять меры для защиты своих владений: в 890 году он изгнал графов Ампурьяса из Жирона и поддержал архиепископа Нарбона в его борьбе против Эсклуа, союзника его врагов. Воспользовавшись ситуацией, святой Теодард собрал в Порте новый собор. Епископы Эсклуа Уржельский, Фродоин Барселонский и Эрмерих Жиронский отказались сюда явиться. Участники собора приняли решение осудить всех замешанных в незаконных захватах епархий прелатов и лишить их кафедр. Епископ Вика Годмар публично признал свои заблуждения и был прощён.
При поддержке графа Вифреда I епископ Ингоберт смог возвратиться в Сео-де-Уржель и некоторое время Уржельской епархией управляли сразу два епископа. 891 год прошёл в попытках осуждённых епископов оспорить решения собора в Порте, однако это им не удалось. Более того, епископ Сервус Деи посетил Рим, где получил от папы Формоза буллу, осуждающую действия Эсклуа.
В 892 году в Сео-де-Уржеле состоялся собор, который положил конец церковному кризису в епархиях Испанской марки. На нём Эсклуа и Эрмерих были вынуждены полностью признать себя виновными и обязались покинуть свои кафедры. Епископ Барселоны Фродоин сохранил епископский сан, на коленях вымолив прощение у архиепископа Теодарда и других участников собора, но был вынужден покинуть свою епархию и был поставлен епископом Пальярса, однако, занять эту кафедру ему так и не удалось. Графы Рамон I, Суньер II и Дела тоже были осуждены собором, однако сохранили все свои владения, также как и сохранивший свой сан епископ Пальярса Адульф.
После собора Эсклуа покинул Уржель, однако до самой своей смерти продолжал считать себя законноизбранным епископом, изгнанным врагами из принадлежавшей ему епархии. Из некоторых документов следует, что в таком качестве он признавался и некоторыми позднейшими епископами Уржеля, например, Гисадом II. Это признание стало причиной включения Эсклуа в официальный список епископов Уржельской епархии.
Покинув Сео-де-Уржель, Эсклуа удалился в один из каталонских монастырей, где оставался до самой своей смерти. Последнее датированное свидетельство о нём относится к 8 июля 924 года, когда было записано сохранившееся до наших дней завещание Эсклуа. В нём он передаёт всё своё имущество Уржельскому епископству, назначив душеприказчиком своего брата Эгилу. Историки предполагают, что Эсклуа скончался позднее в том же году.